# Landesruderverband
Die Landesruderverbände in Deutschland sind neben dem Deutschen Ruderverband eine parallele, regionale Interessenvertretung der Rudervereine in Deutschland.

## Struktur
Die parallele Verbandsstruktur ist durch den Föderalismus in Deutschland bedingt, da das Fachressort Sport zum Aufgabenkanon der Bundesländer zählt. Hierin wurzelt auch die regionale Aufteilung der einzelnen Landesverbände, die sich am Hoheitsgebiet der einzelnen Bundesländer orientieren. Einzige Ausnahme hiervon bildet der Landesruderverband Süd-West, in dem Rudervereine aus Rheinland-Pfalz und dem Saarland organisiert sind.
Die Aufgabe der Landesverbände ist es, einerseits die Interessen der Rudervereine gegenüber den jeweiligen für Sport zuständigen Landesministerien zu vertreten als auch die Interessen auf Bundesebene beim Deutschen Ruderverband anzubringen. Hierzu hat der DRV das Gremium der Länderräte etabliert, was sich auf die satzungsmäßige Pflicht des Dachverbandes zurückführen lässt, in bidirektionalen Austausch mit dem Landesverband zu treten.
Gleichzeitig ist es auch Aufgabe der Landesverbände, Ansprechpartner für die Mitgliedsvereine rund um das Thema Ausbildung und Training zu sein. Hierbei stehen die Themen Leistungssport, Breitensport mit Wanderrudern, Kinder- und Jugendausbildung sowie Pararudern im Mittelpunkt. Hierbei ist das Querschnittsthema Sicherheit auf dem Wasser zentraler Bestandteil aller Ausbildungen.
Die strukturelle Besonderheit der Landesruderverbände und des Deutschen Ruderverbandes ist, dass Rudervereine unmittelbar Mitglieder des DRV und nicht nur über die Landesverbände vertreten sind.
Insgesamt sind in Landesruderverbänden mehr als 550 Vereine mit mehr als 90.000 Mitgliedern organisiert.
| Landesverband                                       | Anzahl Vereine | Anzahl Mitglieder | Sitz      | zuständiges Ministerium                                                             |
| --------------------------------------------------- | -------------- | ----------------- | --------- | ----------------------------------------------------------------------------------- |
| Landesruderverband Baden-Württemberg                | 40             | 9273              | Stuttgart | Ministerium für Kultus, Jugend und Sport Baden-Württemberg                          |
| Bayerischer Ruderverband                            | 56             | 10.251            | München   | Bayerisches Staatsministerium des Innern, für Sport und Integration                 |
| Landesruderverband Berlin                           | 53             | ca. 6600          | Berlin    | Senatsverwaltung für Inneres und Sport                                              |
| Landesruderverband Brandenburg                      | 35             | 3000              | Potsdam   | Ministerium für Bildung, Jugend und Sport des Landes Brandenburg                    |
| Landesruderverband Bremen                           | 5              | 1506              | Bremen    | Der Senator für Inneres und Sport                                                   |
| Landesruderverband Hamburg                          | 25             | 6057              | Hamburg   | Behörde für Inneres und Sport                                                       |
| Hessischer Ruderverband                             | 60             | 10.483            | Ahnatal   | Hessisches Ministerium des Innern, für Sicherheit und Heimatschutz                  |
| Landesruderverband Mecklenburg-Vorpommern           | 14             | ca. 1400          | Kessin    | Ministerium für Soziales, Gesundheit und Sport des Landes Mecklenburg-Vorpommern    |
| Landesruderverband Niedersachsen                    | 77             | >10000            | Hannover  | Niedersächsisches Ministerium für Inneres und Sport                                 |
| Nordrhein-Westfälischer Ruderverband                | 92             | 16946             | Duisburg  | Ministerium für Familie, Kinder, Jugend, Kultur und Sport                           |
| Ruderverband Südwest (Rheinland-Pfalz und Saarland) | 38             | 7250              | Mainz     | Ministerium des Innern und für Sport des Landes Rheinland-Pfalz                     |
| Landesruderverband Sachsen                          | 16             | 2300              | Dresden   | Sächsisches Staatsministerium des Innern                                            |
| Ruderverband Sachsen-Anhalt                         | 21             | 1955              | Magdeburg | Ministerium für Inneres und Sport des Landes Sachsen-Anhalt                         |
| Ruderverband Schleswig-Holstein                     | 35             | 5500              | Ratzeburg | Ministerium für Inneres, Kommunales, Wohnen und Sport des Landes Schleswig-Holstein |
| Thüringer Ruderverband                              | 4              | 245               | Jena      | Thüringer Minister für Bundes- und Europaangelegenheiten, Sport und Ehrenamt        |
| Gesamt                                              | 571            | 92766             |           |                                                                                     |

## Länderrat
Die parallele Verbandsentwicklung auf Bundes- und Landesebene nach dem Zweiten Weltkrieg führte sowohl in den Landesruderverbänden als auch innerhalb des Deutschen Ruderverbands zu Konkurrenzgedanken. Insbesondere dem DRV als unmittelbarer Verband der Vereine fiel eine sinnvolle Integration der Landesverbände schwer. Deshalb dauerte es auch bis zum Rudertag (Delegiertenversammlung des DRV) 1966 in Lübeck, bis der Vorschlag eine Mehrheit fand, die LVs als Regionalausschuss in die DRV-Struktur einzubeziehen. Sie wurden in Form des Regionalausschusses als stimmberechtigte Mitglieder in den geschäftsführenden Vorstand integriert. 1974 wurde der Regionalausschuss in Länderrat umbenannt. In § 24 des Grundgesetzes (Satzung) des DRV werden die Aufgaben und die Funktion des Länderrates beschrieben. Demnach hat der Länderrat:
a) bei der Durchführung der Verbandsziele mitzuwirken und die Beschlüsse des Rudertages in enger Zusammenarbeit der LRV untereinander in den Ländern durchzusetzen;
b) gemeinsame Grundsatzprogramme mit dem Präsidium zu entwickeln, darüber zu beschließen und für deren Durchführung in den Landesruderverbänden zu sorgen;
c) die sich daraus ergebenden finanziellen Jahresplanungen zwischen dem DRV und den LRV zu koordinieren;
d) die Anliegen der LRV an das Präsidium heranzutragen und darüber zu wachen, dass die Interessen, die sich aus den besonderen Aufgaben der LRV in den einzelnen Ländern ergeben, gewahrt werden;
e) mit den Fachressorts und Arbeitskreisen des DRV enge Zusammenarbeit zu pflegen und geeignete Mitarbeiter für diese Gremien vorzuschlagen; bei der Vorbereitung der Rudertage mitzuwirken; die Wahlvorschläge zum Rudertag mit zu beraten.